# Сан смешног човека
Сан смешног човека (рус. Сон смешного человека) је приповетка Фјодора Михајловича Достојевског која је први пут објављена 1877. године. 

## Радња
Сан смешног човека приповеда о очајном човеку, који је огорчен животом и који одлучи да ће починити самоубиство. На путу који води ка његовој кући, он упознаје девојку у невољи која га моли да дође и помогне јој, али он не пристаје и одбацује чак и девојчицу чија је мајка у опасности. 
Касније, седи у својој столици, спреман да умре, он је заспао и сања. У сну он извршава самоубиство, али онда моли Бога за опроштај, а Бог га шаље у свет сличан Земљи, прелеп свет, насељен безгрешним и срећним људима. Али једног дана он их грешком научи да лажу и тако ланац кварења доноси све исте страхоте као и на Земљи. Али ће се пробудити као други човек и бити темељно захвалан за живот на земљи. Он обећава да ће остатак живота помагати људима. Његова главна поука је да волимо друге као себе.
На крају приче, наратор наводи да је човек нашао девојчицу, и да ће отићи да јој помогне, вероватно као искупљење за своју претходну грешку.